# Tlingit (språk)
Tlingit är ett språk i na-dene-språkfamiljen som talas i Cascadia (nordvästra kusten av Kanada och USA). Språket har ungefär 200 talare och räknas som utdöende. Det har officiell status i delstaten Alaska.
Tlingit delas i tre dialekter: nord- och sydtlingit samt med tongass.

## Fonologi och ortografi

### Vokaler
|              | Främre | Central | Bakre |
| ------------ | ------ | ------- | ----- |
| Sluten       | i      |         | u     |
| Mellansluten | e      |         | o     |
| Öppen        |        | a       |       |

Alla vokaler kan realiseras som både långa och korta. Ytterligare finns det två toner i tlingit.
Källa:

### Konsonanter
|                  | Bilabial | Alveolar  | Postalveolar | Palatal | Lateral   | Velar       | Velar     | Uvular      | Uvular    | Glottal     | Glottal |
| ---------------- | -------- | --------- | ------------ | ------- | --------- | ----------- | --------- | ----------- | --------- | ----------- | ------- |
| norm.            | Bilabial | Alveolar  | Postalveolar | Palatal | Lateral   | velariserad | norm.     | velariserad | norm.     | velariserad |         |
| Klusil           |          | t \| tʰ   |              |         |           | k \| kʰ     | kʷ \| kʰʷ | q \| qʷ     | qʰ \| qʰʷ | ʔ           | (ʔʷ)    |
| Ejektiv klusil   |          | tʼ        |              |         |           | k'          | kʼʷ       | q'          | qʼʷ       |             |         |
| Affrikat         |          | ts \| tsʰ | ʧ \| ʧʰ      |         | tɬ \| tɬʰ |             |           |             |           |             |         |
| Ejektiv affrikat |          | ts'       | ʧ'           |         | tɬ'       |             |           |             |           |             |         |
| Frikativ         |          | s         | ʃ            |         | ɬ         | x           | xʷ        | χ           | χʷ        | h           | (hʷ)    |
| Ejektiv frikativ |          | s'        | ʃ'           |         | ɬ'        | x'          | x'ʷ       | χˈ          | χˈʷ       |             |         |
| Nasal            | (m)      | n         |              |         |           |             |           |             |           |             |         |
| Approximant      |          |           |              | j       |           |             | w         |             |           |             |         |

Källa:

### Ortografi
Tlingit skrivs med latinska alfabetet men det finns tre olika ortografier: revised popular, som är den äldsta, kanadensisk ortografi och e-mail-ortografi, som baserar på revised popular.